# San Vittore (Salsomaggiore Terme)
San Vittore è una piccola frazione del comune di Salsomaggiore Terme, in provincia di Parma.
La località dista 5,86 km dal capoluogo.

## Geografia fisica
Il piccolo borgo sorge alla quota di 347 m s.l.m. sul versante sinistro della val Parola, tra le colline dell'Appennino parmense; a San Vittore appartiene anche la località di Predella, collocata nella valle del torrente Ghiara.

## Origini del nome
La località era nota in epoca medievale come Corticelle, secondo alcune ipotesi in quanto era compresa in una delle piccole corti in cui era suddiviso il territorio, oppure, secondo altre, poiché la chiesa di San Vittore attorno a cui sorse l'abitato forse dipendeva originariamente dalla pieve di Cella.
In seguito il borgo assunse la denominazione di San Vittore in riferimento al santo titolare della pieve.

## Storia
In epoca medievale Corticelle era sede di una piccola corte, difesa da un castello appartenente ai Pallavicino.
Nel 1145 Oberto Pallavicino, detto Pelavicino, cedette tutte le corti che possedeva nel Parmense al Comune di Piacenza, che lo investì nuovamente di quei feudi in cambio del giuramento di vassallaggio.
Nel 1297 il maniero fu distrutto e non più ricostruito per ordine del Comune di Parma, all'epoca guidato dalla fazione guelfa, a causa del sostegno da parte dei Pallavicino all'imperatore del Sacro Romano Impero.
Nel 1310 i Lupi, espulsi da Parma da Giberto III da Correggio, conquistarono il vicino castello di Gallinella, ma nel 1374 se ne riappropriò Francesco Pallavicino; alla sua morte nel 1388 il maniero tornò nuovamente a Bonifacio Lupi, che lo lasciò in eredità a Maffeo di Franceschino Petroni, di Corticelle.
Nel 1421 il feudo di Gallinella, detto anche di San Vittore per la presenza della pieve omonima, fu assegnato a Rolando il Magnifico, ma nel 1427 le truppe della famiglia Sommi di Cremona se ne appropriarono al termine di un durissimo scontro; nel 1432 il duca di Milano Filippo Maria Visconti confiscò a Giovanni Sommi il maniero e lo restituì al Pallavicino. Tuttavia, nel 1441 Niccolò Piccinino attaccò su più fronti lo Stato Pallavicino, costringendo il Marchese alla fuga; tutte le sue terre furono incamerate dal Visconti, che nel 1442 investì il condottiero del feudo di Gallinella e di numerosi altri. Nel 1448 Rolando attaccò il maniero ereditato da Francesco Piccinino e se ne rimpossessò.
Nel 1599 il marchese Rolando Pallavicino fu accusato di soprusi e angherie dal duca di Parma Ranuccio I Farnese, che lo fece arrestare e confiscò i suoi beni; nel 1630 il feudo di Gallinella fu acquistato dal marchese Alessandro Paveri Fontana, ma nel 1654 fu assegnato al marchese Alessandro Pallavicino; alla morte di quest'ultimo, tornò alla Camera ducale di Parma.
Nel 1718 il feudo fu alienato dal duca Francesco Farnese ai marchesi Santi e dopo alcuni decenni fu assegnato al podestà Bernardino Romagnosi; verso la fine del XVIII secolo fu infine ceduto al conte Cesare Ventura, il cui figlio Giovan Battista ne mantenne i diritti fino alla loro abolizione sancita da Napoleone nel 1805. San Vittore fu quindi aggregata al comune di Salsomaggiore.

## Monumenti e luoghi d'interesse

### Pieve di San Vittore

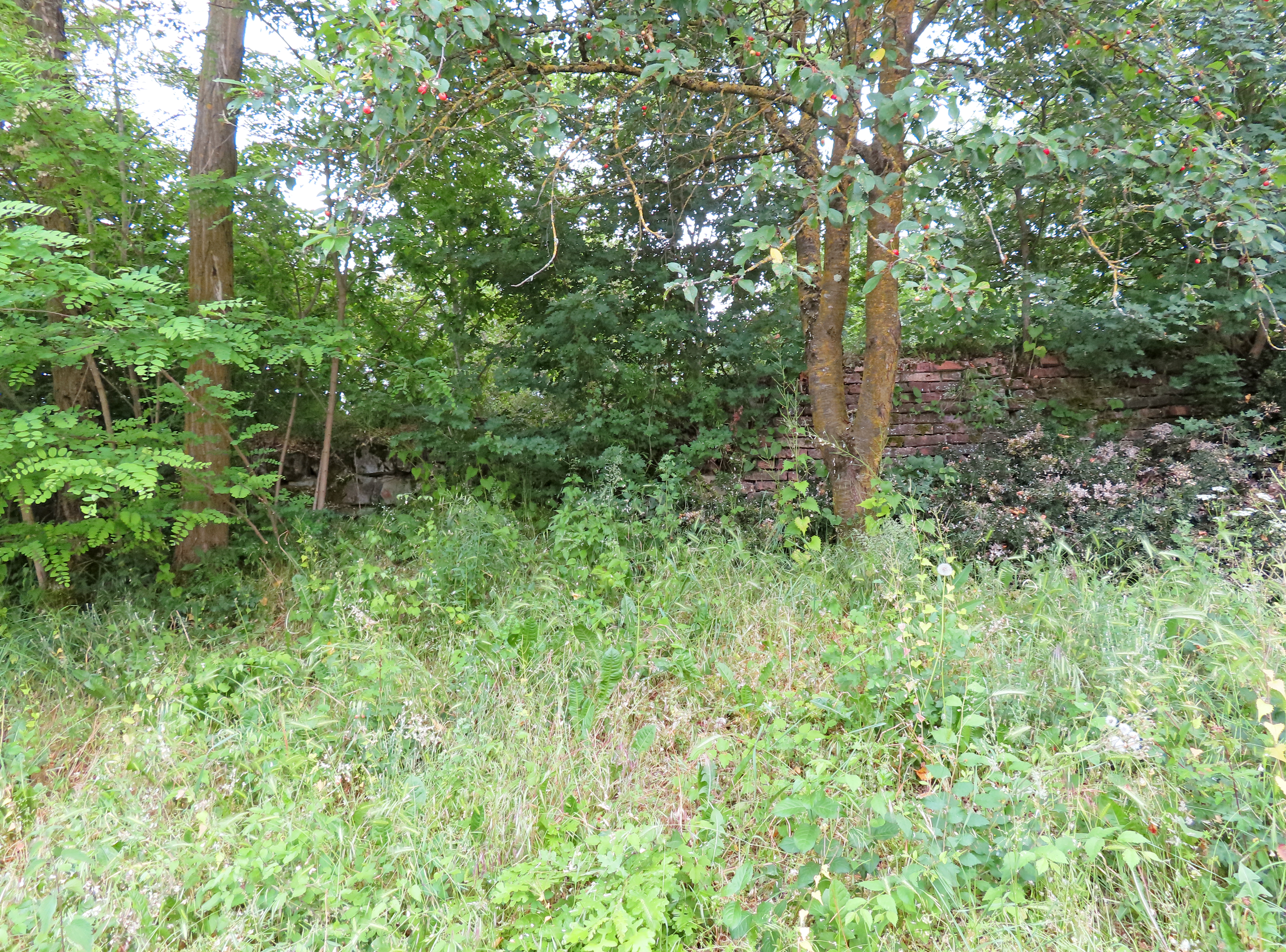
Ruderi della pieve di San Vittore

Menzionata per la prima volta nel 1196, la chiesa romanica di San Vittore, inizialmente dipendente forse dalla pieve di Cella, fu elevata al rango di pieve entro il 1230; ampliata e risistemata intorno alla metà del XV secolo, crollò nel 1949; si conservano solo alcune rovine della torre campanaria in pietra.

### Chiesa di San Vittore
Edificata tra il 1955 e il 1957 per sostituire la pieve crollata pochi anni prima, la chiesa fu progettata in stile neoromanico dall'architetto Giuseppe Botti; al suo interno si conservano la pala d'altare raffigurante la Madonna col Bambino e san Vittore, dipinta nel 1731 da Giovanni Battista Tagliasacchi, e una statua settecentesca in legno rappresentante San Giuseppe.

### Castello
Costruito entro il 1145 probabilmente per volere dei marchesi Pallavicino, il castello fu abbattuto nel 1297 per decisione del Comune di Parma e mai più ricostruito.

## Sport

### Crossdromo Predella
Situato in località Predella, il campo da motocross, omologato nel 1994, è dotato di una pista lunga 2 km; è utilizzato per competizioni a livello regionale e nazionale.